# 大日本弓馬会
公益社団法人大日本弓馬会（だいにほんきゅうばかい、英語: The Japan Equestrian Archery Association）は、弓術・馬術に関するイベント公開や古式馬術競技の開催を通じて、鎌倉時代より伝承された日本弓馬道を保存・普及するために活動する公益法人。

## 沿革
- 1939年1月15日 - 大日本弓馬会（総代：金子有鄰）を設立
- 1939年4月1日 - 社団法人化（旧厚生省所管）
- 2010年7月1日 - 公益社団法人化（内閣総理大臣認定）

## 武田流弓馬道
武田流の流鏑馬、笠懸については

## 主な実績
大日本弓馬会ホームページより
- 1983年11月 - レーガン米国大統領来日記念流鏑馬神事（明治神宮）
- 1989年05月 - 上田市市制70周年記念流鏑馬
- 1990年10月 - 足利市市制70周年記念流鏑馬
- 1991年06月 - エルメス招聘「日本年」記念流鏑馬（パリ・シャンティ）
- 1991年10月 - 諏訪大社勅使1300年奉祝流鏑馬神事（諏訪大社春宮）
- 1991年11月 - フランス支部創設（フランス・アビニョン）
- 1992年06月 - 第1回国際伝統スポーツ・フェスティバル（ドイツ・ボン）
- 1995年07月 - 日伯修好100周年記念流鏑馬（ブラジル・サンパウロ）
- 1996年11月 - 伊勢皇大神宮鎮座2000年奉祝流鏑馬神事（伊勢内宮）
- 1997年06月 - 日仏文化交流「日本年」記念流鏑馬（パリ、ニース）
- 1998年06月 - 日本モンゴル親善流鏑馬（モンゴル・ウランバートル）
- 2002年02月 - ブッシュ米国大統領来日記念流鏑馬神事（明治神宮）
- 2002年12月 - 日本バーレーン国交樹立三十周年記念流鏑馬（バーレーン・マナーマ）
- 2006年01月 - オマーン国王在位35周年記念式典流鏑馬公演
- 2014年04月 - オバマ米国大統領来日記念流鏑馬神事（明治神宮）